# Philipp Albert Stapfer
Pour les articles homonymes, voir Stapfer.
Philippe-Albert Stapfer, né à Berne le 23 septembre 1766 et, possesseur du château de Talcy, mort à Paris le 27 mars 1840, est une personnalité politique suisse, ministre des Arts et des Sciences sous la République helvétique, de 1798 à 1800, puis ministre plénipotentiaire de Suisse à Paris, de 1800 à 1803. Il contribua à la création du canton d'Argovie dont il défendit l'autonomie en 1814 au moment du Congrès de Vienne .

## Stapfer, de son enfance à son accession au ministère
Il naquit le 23 septembre 1766, issu de l’union d’un pasteur Argovien et de son épouse, une native de Moudon. Tout le prédestina à une vie intellectuelle. Daniel, son père, s’occupa intensément de l’éducation de son fils. Quant à sa mère, elle lui apprit la langue française dès son plus jeune âge. À l’âge de 8 ans, Stapfer fut envoyé dans une école littéraire de Berne. Il y apprit les langues classiques : le latin ainsi que le grec ancien. « Stapfer vivait exclusivement pour ses études ». Il se distinguait des autres élèves notamment par le sérieux et la rigueur qu’il investissait dans son travail. Il ne fut donc pas surprenant qu’il fût accepté, à l’âge de 16 ans déjà, à l’Académie de Berne. Avant de suivre la voie de son père dans la théologie, Stapfer débuta ses études dans la rhétorique. Son premier ouvrage, De philosophia Socratis, qu’il publia à l’âge de vingt ans, remporta d’excellentes critiques. En 1789, il décida de finir ses études à Goettingue, dont l’Académie jouissait d’une excellente réputation mondiale. Pour conclure sa vie d’étudiant, Stapfer entreprit deux voyages importants en 1791. Il séjourna tout d’abord à Londres, où il fut témoin des luttes entre partisans et opposants de la Révolution. De Londres à Paris, Stapfer assista à « de violentes émeutes du peuple », dans une période importante de la Révolution française. Durant ses voyages, Stapfer acquit « la connaissance la plus exacte de toutes les tentatives de réforme et de révolution » . En septembre de la même année, il revint à Berne à l’âge de 25 ans, avec quelques sympathies pour la Révolution française.
À son retour en Suisse, Stapfer occupa diverses fonctions. Il fut nommé professeur de langue à l’Académie de Berne, puis de théologie. En 1792, il devint membre du conseil supérieur de l’éducation, fonction par laquelle il acquit des connaissances sur l’état des écoles primaires. Il s’occupa également des affaires ecclésiastiques de Berne.

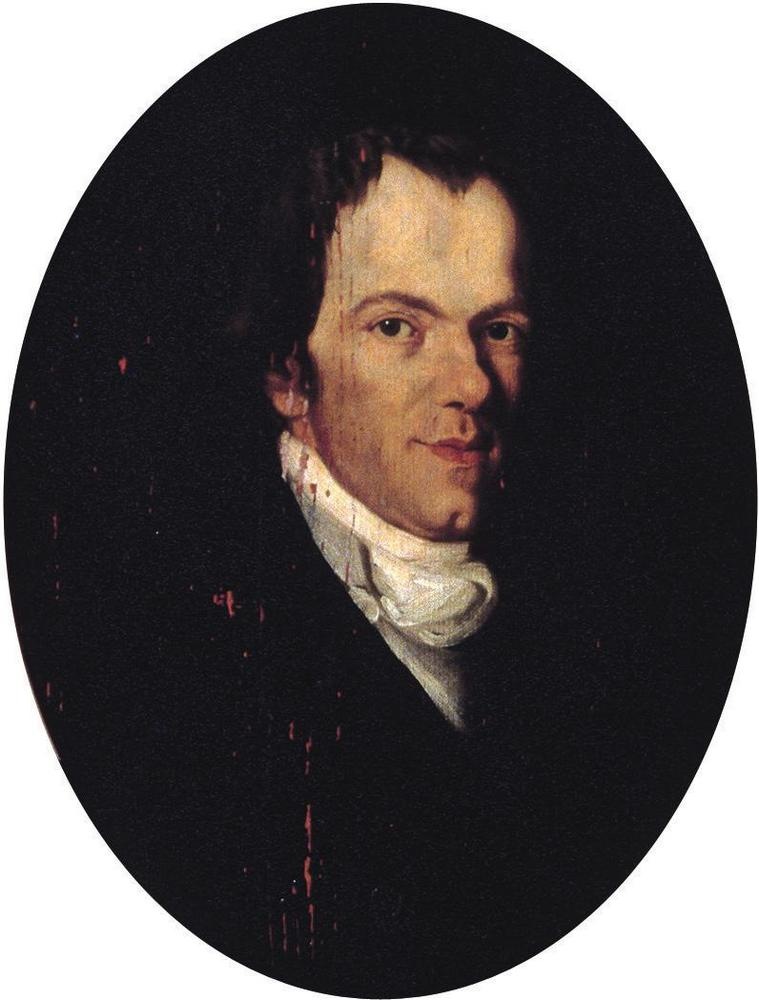
Portrait de Philipp Albert Stapfer
(Château de Talcy)

Si Stapfer était favorable aux idées révolutionnaires, il n’était cependant pas partisan de la manière dont les Français voulaient instaurer la république en Suisse. En avril 1798, il constitua avec Luthard une délégation, dans le but  de faire part au Directoire français de la situation dans laquelle Berne se trouvait. Sa participation dans cette délégation le fit connaître des autorités françaises. Grâce à son talent, sa culture et son assiduité au travail, mais surtout grâce à ses connaissances et son expérience dans l’enseignement et le culte, Stapfer fut appelé, le 2 mai 1798, à la fonction de ministre des sciences, arts, travaux publics, ponts et chaussées. Ce ministère incorporait de surcroit la gestion des écoles et du culte, même si sa dénomination n’en faisait pas directement référence. Stapfer s’empressa d’accepter cette offre, pour servir son pays et le ramener dans une certaine stabilité.

## Stapfer, ministre des Arts et de l’Éducation
Stapfer divisa son ministère en quatre sections : les églises, les écoles, les arts et les bâtiments. Dans le cadre de cette fonction, nous n'abordons ici que l’étude de sa deuxième section : les écoles. Ce qui n'empêcha pas Stapfer de s'occuper des arts, pour lesquels il mit sur pied une vaste enquête auprès des artistes de toute la Confédération, dont les réponses se trouvent aux Archives fédérales à Berne. Dès son entrée en fonction en juin 1798, il s’entoura de pédagogues et d'intellectuels renommés, tel Johann Heinrich Pestalozzi, le Père Girard, le pasteur Johann Rudolf Fischer ou encore l'historien Johann Heinrich Zschokke.
En juillet de la même année, Stapfer remit au Directoire un projet provisoire concernant la réglementation des écoles. Les deux points les plus importants de ce projet consistèrent en la création d’un conseil d’éducation ainsi que d’une école normale dans chaque canton. Ces conseils eurent notamment pour buts de mettre en place les lois dictées par le Directoire, de veiller à l’ordre et l’uniformité dans les communes, ainsi que de nommer les nouveaux inspecteurs. En bref, les conseils d’éducation constituaient l’autorité cantonale en matière d’éducation, subordonnés aux décisions du pouvoir central. Les conseils furent mis en place dans chaque canton, contrairement aux écoles normales. Le 25 octobre, Stapfer soumit un projet, plus abouti, au Directoire. Ce projet renferme les idées réformatrices que l’on voudra apporter aux écoles de la République.

## Les idées de réforme scolaire d’après le projet de loi Stapfer

### Nouveaux rôles donnés aux écoles
L’éducation joue un rôle central dans un changement de société. La société de demain sera en effet constituée par les enfants d’aujourd’hui Ce rôle prend d’autant plus d’importance, lorsque l’école a pour nouvel objectif « d’éclairer le peuple ». L’école devra en effet offrir à ses élèves une panoplie de nouvelles branches : géographie, histoire, géométrie, constitution de l’helvétique ou encore morale épurée. Sous l’Ancien Régime, le rôle des écoles élémentaires se caractérisait essentiellement par son aspect religieux. Stapfer estime que l’école doit apprendre aux enfants « leurs droits et leurs devoirs, et qui leur donne le degré de capacité nécessaire pour se vouer à une vocation quelconque qui les rende utiles à leurs concitoyens » . L’enseignement n’oublie cependant pas pour autant sa fonction religieuse. Les instituteurs, laïcs, ont pour mission de former de bons citoyens, et le ministre du culte de bons chrétiens. Plus concrètement, Stapfer donne trois buts à ses écoles.

#### Intégration à la vie civique
Aux enfants de la République, l’école aura pour mission de procurer « les connaissances nécessaires pour s’acquitter de leurs devoirs » . L’instruction civique fait son apparition dans les écoles, où elle devra occuper une place importante. Cette instruction se fera à l’aide d’un manuel qui renfermera :
« 1) un précis des lois civiles et criminelles; 2)  un tableau abrégé des devoirs qu’un citoyen actif a à remplir, ainsi que des fonctions ordinaires où il peut être élevé, avec une notice que chacune exige ; 3) les premiers principes de la constitution, de la morale et de la religion. » 
On enseigne les devoirs que chaque enfant aura dans sa vie de citoyen. Parmi ces derniers, le citoyen devra notamment se responsabiliser et acquérir un esprit public. L’instruction civique sera accompagnée de visite de prisons ainsi que d’hôpitaux.

#### L’éducation au profit de la protoindustrialisation ou la lutte contre le paupérisme
Le deuxième rôle de l’éducation donnée aux élèves sera « de développer leurs forces intellectuelles et physiques et le germe des facultés industrielles que chacun perfectionnera ensuite dans la carrière dans laquelle il sera placé par les circonstances et ses besoins ou entraîné par son inclination ». Stapfer répond aux besoins de la protoindustrialisation. La Suisse possède une situation industrielle prospère au XVIIIe siècle, jusque vers les années 1770. L’industrie devient une industrie de luxe et le travail ainsi plus complexe. Dans ce domaine, les Suisses sont fortement concurrencés par les Anglais et n’arrivent pas à fabriquer des produits de qualité équivalente. Dans cette industrie de plus en plus complexe, la Suisse a besoin d’une main d’œuvre plus qualifiée pour fabriquer de meilleurs produits. 

Par la même occasion, Stapfer désire lutter contre la pauvreté. Le paupérisme constitue un des maux importants de la Confédération du XVIIIe siècle, comme l’illustre « l’enquête sur la paupérisme de 1764 » dans le Pays de Vaud, à titre d’exemple. Le morcellement des terres, issu de l’essor des classes paysannes durant le XVIIIe siècle, appauvrit les agriculteurs, qui sont bien souvent endettés. Les classes les plus pauvres sont généralement assistées et constituent donc un poids pour la patrie. En faire une main-d’œuvre utile, bon marché et suffisamment qualifiée, voilà une nouvelle fonction de l’école. C’est pourquoi Stapfer oriente son école surtout vers les « classes les plus nombreuses, les classes réservées aux travaux journaliers de la culture et de l’industrie », pour leur apporter « la dignité de l’homme libre » 67, « le vrai bonheur » 67, mais également pour lutter contre le paupérisme et alimenter la protoindustrialisation.

Pour y parvenir, Stapfer cherche à renforcer les aptitudes intellectuelles, physiques et industrielles de ses élèves. Intellectuellement, le ministre élargit le domaine d’enseignement et désire l’améliorer par de multiples moyens : meilleure formation du régent, nouvelle méthode pédagogique. L’école doit également développer les forces physiques de l’enfant. Stapfer prévoit à cet égard l’instauration d’exercices de gymnastique et militaires. Finalement, l’école guidera ses élèves vers l’industrie. L’instruction des travaux manuels fait son apparition, accompagnée par des visites d’ateliers, pour apporter aux élèves le goût et les connaissances de l’industrie. Tous ces enseignements formeront les enfants aux nouveaux besoins industriels de la société.
Quant aux filles, elles suivront une autre école, dès l’âge de 10 ans, où on leur apprendra « les travaux propres aux femmes ». Leur rôle ne s’oriente ainsi pas vers cette industrie de luxe.

#### Principes républicains et patriotisme
L’école devra également inspirer aux enfants « l’amour de la vertu et des principes républicains ». Quoi de plus normal, pour un régime nouvellement établi, que de glorifier ses propres principes en les enseignant à son peuple. Il n’existe cependant pas de propagande particulière envers les valeurs républicaines, dans les objets d’enseignement. Le patriotisme y est toutefois présent, dans l’optique d’intégrer le citoyen à la Nation suisse, nouvellement « une et indivisible ». On y enseignera en effet « la constitution helvétique », ainsi que « le dévouement à la patrie ». L’école facilite ainsi la cohésion nationale.

### Amélioration de la formation et de la condition des régents

#### Création d’écoles normales
Dans son projet de loi, Stapfer mentionne de manière claire cette question : « le gouvernement établira dans chaque canton une école normale pour fournir de bons instituteurs de campagne ». La création de ces écoles constituait un des projets les plus importants pour Stapfer. En effet, il « combattit pour la fondation de séminaire d’enseignement avec l’énergie d’un homme tellement convaincu de l’excellence de son dessein, qu’aucune difficulté n’est capable de l’arrêter ».
Parallèlement à son projet de loi, Stapfer se soucie fortement de la création de ces écoles. Il cherche tout d’abord à instaurer un séminaire helvétique. Il confie à Jean Rodolphe Fischer, son premier secrétaire, la création d’un tel établissement à Burgdorf. Face à l’état de guerre et à la pénurie de l’État, le projet ne put cependant pas aboutir.

#### Nouveau statut des régents
Les régents vaudois, sous l’Ancien Régime, ne disposaient d’aucun statut particulier et n’étaient que peu valorisés. Stapfer veut renverser totalement cette situation : 
« Tous ceux qui rempliront l’honorable mission d’instruire les enfants de la République seront placés au rang de fonctionnaires publics, et associés aux magistrats du peuple dans toutes les solennités où ceux-ci occupent une place distinguée. Ils porteront le nom d’instituteur. »  
Les régents deviennent des instituteurs, dénomination par laquelle ils obtiennent un rehaussement de leur statut. De plus, ces instituteurs recevront diverses améliorations sociales. Un salaire minimum est établi et le gouvernement prévoit de leur fournir une maison et un jardin. À l’âge de 65 ans, ils pourront bénéficier d’une retraite, chose inexistante jusqu’à lors dans les écoles vaudoises. Par la création d’écoles normales et les améliorations sociales offertes aux maîtres d’école, Stapfer se soucie de rehausser le niveau de l’enseignement. Les instituteurs, parfois déjà incompétents sous l’Ancien Régime, devront enseigner à leurs élèves de nouvelles matières. Une meilleure formation des instituteurs apparaît donc comme essentielle dans le bon fonctionnement de cette école moderne.

### Lutte contre la non-fréquentation
En voulant démocratiser son école, Stapfer veut en améliorer sa fréquentation. Il instaure ainsi à cet égard de nouvelles contraintes : 
« Les parents des enfants qui ne se soumettront pas aux règlements d’instruction, publiés par le gouvernement seront responsables de leur négligence et seront incapables d’exercer les droits de citoyen, n’en remplissant pas les devoirs, jusqu’à ce que leurs enfants se conforment à la loi sur l’éducation publique. » 
S’il les parents persévéraient dans leur négligence, après avoir reçu une amende et des avertissements, la garde de leur enfant pourrait leur être retirée. Le principe d’obligation n’est cependant pas accompagné du principe de gratuité. Les parents d’élèves devront payer un écolage, ainsi qu’une « contribution réglée par le conseil d’éducation », à partir d’un certain seuil d’aisance. La non-gratuité de l’école ne devant pas constituer un frein à sa fréquentation, les parents les plus pauvres ne s’acquitteront d’aucun frais et leurs enfants recevront habits et nourriture. Par l’instauration de nouvelles contraintes, Stapfer espère lutter contre la non-fréquentation des écoles, phénomène qui se retrouvait souvent dans les campagnes. Pour combattre cette non-fréquentation, il aurait fallu s’intéresser à ses multiples causes et les faire disparaître une par une. Des mesures plus contraignantes seront prises en décembre 1800, mais celles-ci n’amélioreront rien. Au contraire, les idées de liberté seront parfois mal comprises, et certains parents croiront avoir la liberté d’envoyer leurs enfants à l’école ou pas.

### Nouvelles méthodes pédagogiques
L’adoption de nouvelles méthodes pédagogiques joue également un rôle important dans la réforme de Stapfer, comme l’illustre la grande correspondance qu’il entretint avec Pestalozzi. Stapfer et Pestalozzi « poursuivaient le même but, le progrès humain, et par le même moyen, une éducation meilleure ». Une méthode plus active remplace la méthode ultra individuelle des écoles sous l’Ancien Régime. On tâchera « d’occuper utilement les élèves qui sont plus actifs ou qui ont devancé leurs camarades, pendant que l’instituteur donnera son intention et ses instructions à d’autres ». L’ordre dans lequel l’intelligence de l’enfant sera formée constitue un point important de la nouvelle méthode scolaire de Stapfer. Pour accroître les facultés intellectuelles de l’élève, Stapfer désire suivre « l’ordre que la nature suit dans leur développement ». On apprendra d’abord à l’enfant le sens et la mémoire, puis l’imagination et le jugement, suivi des facultés de combiner et réfléchir. Finalement, l’enseignement se terminera par l’usage de la raison. La méthode pédagogique prend un visage beaucoup plus complexe que celui qu’elle avait sous l’Ancien Régime, où l’on développait avant tout la mémoire et la discipline.
Les châtiments corporels ne sont pas abolis, mais devront être infligés que « dans les cas les plus graves ». Stapfer prévoit d’établir un règlement particulier à ce sujet. Le projet de réforme scolaire de Stapfer comporte encore une nouvelle facette. On tâchera d’encourager les enfants à travailler ardemment, en leur apportant des privilèges en fonction de « leur conduite ou du degré de leur habileté ». Ces privilèges évolueront chaque semaine et détermineront la place de chaque élève en classe. Les enfants occupant les meilleures places recevront notamment une distinction qu’ils porteront le dimanche. Finalement, dans les classes les plus pauvres, les meilleurs élèves porteront le nom d’élèves de la patrie. Ils pourront poursuivre leurs études « aux frais de la nation ».

### Centralisation de l’administration
Si, dans les écoles vaudoises, les réglementations laissèrent passablement de libertés aux pasteurs, le projet de loi Stapfer s’avère beaucoup plus précis et contraignant. Les ordonnances ecclésiastiques de 1773 ne comportèrent en effet qu’un seul titre accompagné de dix articles, alors que le projet de Stapfer en comporte quatre pour soixante et onze articles. Stapfer désire uniformiser l’école à l’échelle nationale en établissant des règles allant dans ce sens. Les exemples suivants en sont significatifs. Dans toute l’Helvétie, l’enseignement sera donné sur la base de manuels scolaires établis par le gouvernement, les classes seront organisées en trois degrés  ou encore l’âge d’entrée à l’école sera fixé à 6 ans. Le fonctionnement des écoles doit être identique dans toute la Suisse, son autorité suprême étant nationale.

Stapfer se soucie du respect de ses directives. À cet égard, il crée dans chaque canton un conseil d’éducation, dans le but notamment de contrôler que ses réformes soient réalisées. À l’échelle inférieure, un inspecteur est nommé dans chaque district et est responsable de ses écoles. Un lien hiérarchique est ainsi tissé entre les écoles et leur autorité suprême, le ministère des arts et sciences. Les conseils d’éducation des différents cantons agiront cependant souvent de manière individuelle, ce qui ne facilitera pas l’uniformisation des écoles.

## Écrits
- De la lecture de la Bible, particulièrement de l'Ancien Testament: et des fruits que les hommes de toutes les capacités peuvent en recueillir, même sans le secours de notes et de commentaires (1821)
- Considérations sur les rapports de la lecture universelle et intégrale des Saintes Ecritures avec l'état moral des individus, le bonheur des peuples, et la cause du Christianisme (1823)
- Mélanges philosophiques, littéraires, historiques et religieux (1844)

## Sources éditées
- Le projet de loi Stapfer sur les écoles élémentaires. 1798. Cité dans : LUGINBÜHL, Rudolf : Philippe-Albert Stapfer ancien ministre des arts et sciences : 1766-1840. Paris, Fischbacher, 1888, 415 p.
- Questions relatives à l’état des écoles dans chaque commune. 1799. Cité dans : STRICKLER, Johannes : Actensammlung aus der Zeit der Helvetischen Republik (1798-1803). Fribourg, Fragnière A. G., 1966, XVI. Band, pp. 265-266.
- L'enquête Stapfer de 1799 sur les écoles vaudoises et les réponses y relatives des instituteurs se trouvent dans : PANCHAUD, Georges: Les écoles vaudoises à la fin du régime bernois, Lausanne, Imprimerie centrale, 1952. http://www.stapferenquete.ch/